# Lijst van personen geboren in Cleveland (Ohio)
Dit is een chronologische lijst van personen geboren in Cleveland (Ohio).

## Geboren in Cleveland

### 1800–1899

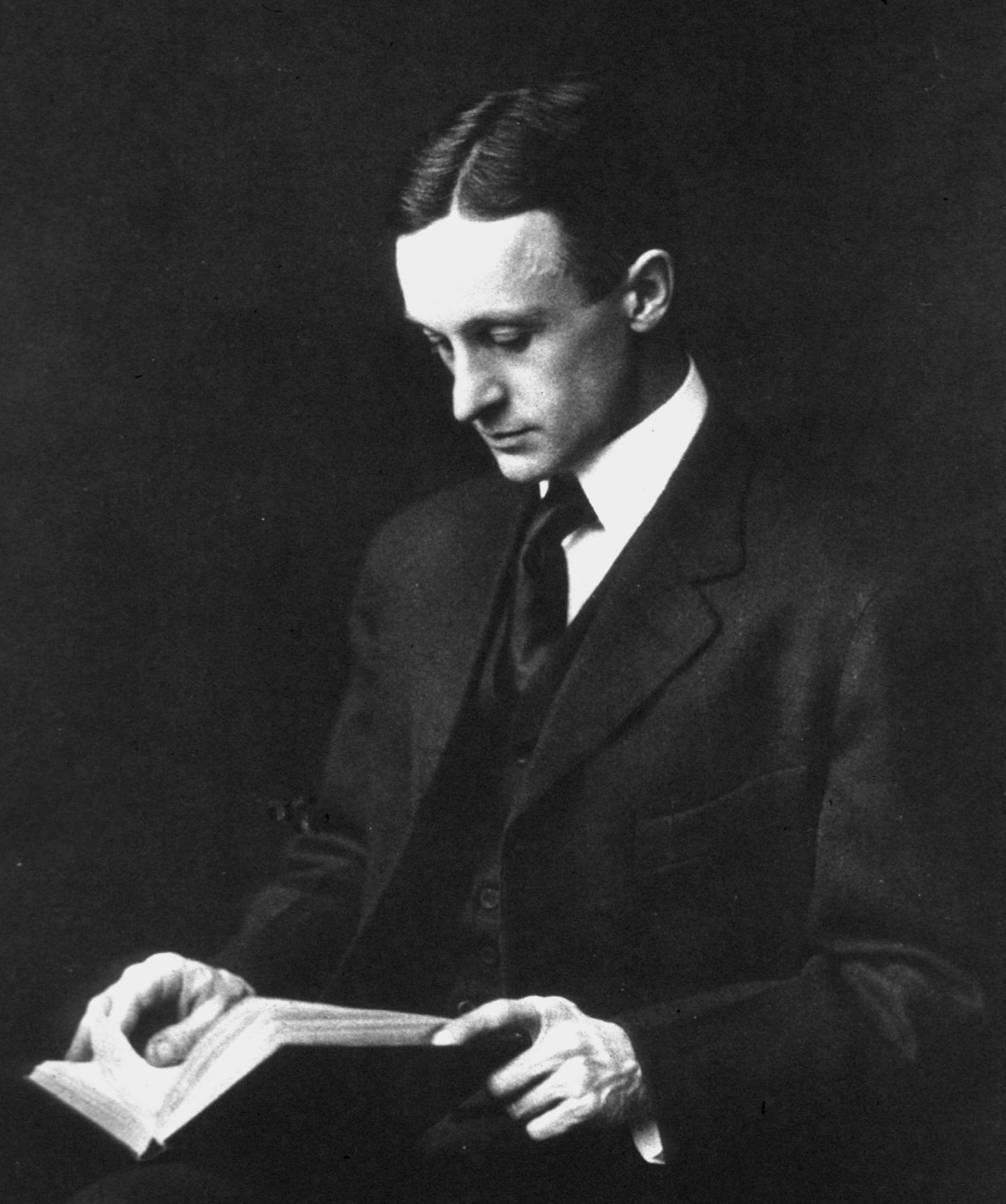
Neurochirurg Harvey Cushing (1869-1939)

- John Jacob Abel (1857–1938), biochemicus en farmacoloog
- Charles W. Chesnutt (1858–1932), schrijver, activist en advocaat
- Harvey Cushing (1869–1939), neurochirurg
- John D. Rockefeller jr. (1874–1960), zakenman en filantroop
- Oscar Apfel (1878-1938), acteur, regisseur, producent en scenarioschrijver
- Nonnie May Stewart (1878–1923), prinses Anastasia van Griekenland
- Edward Hennig (1879–1960), turner
- Robert Dean Frisbie (1896–1948), schrijver van reisverhalen over Polynesië
- William Jordan (1898–1968), roeier

### 1900–1909
- Earl Thomson (1900–1971), ruiter

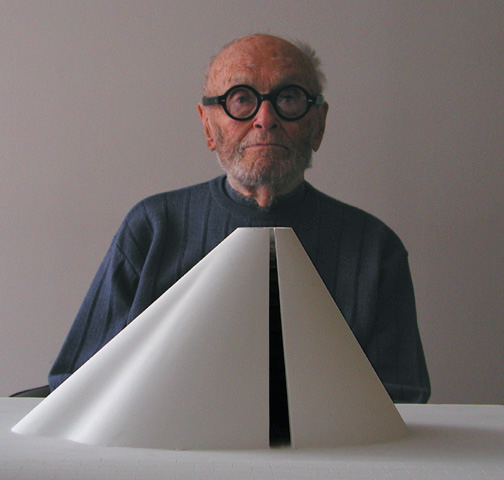
Architect Philip Johnson (1906-2005)

- William H. Daniels (1901–1970), cameraman
- Margaret Hamilton (1902–1985), actrice
- Brian Donlevy (1901–1972), acteur
- Fletcher Allen (1905–1995), jazz-saxofonist, klarinettist en componist
- Philip Johnson (1906–2005), architect
- Freddy Martin (1906–1983), tenorsaxofonist
- Burgess Meredith (1907–1997), acteur
- Howard Da Silva (1909–1986), acteur

### 1910–1919

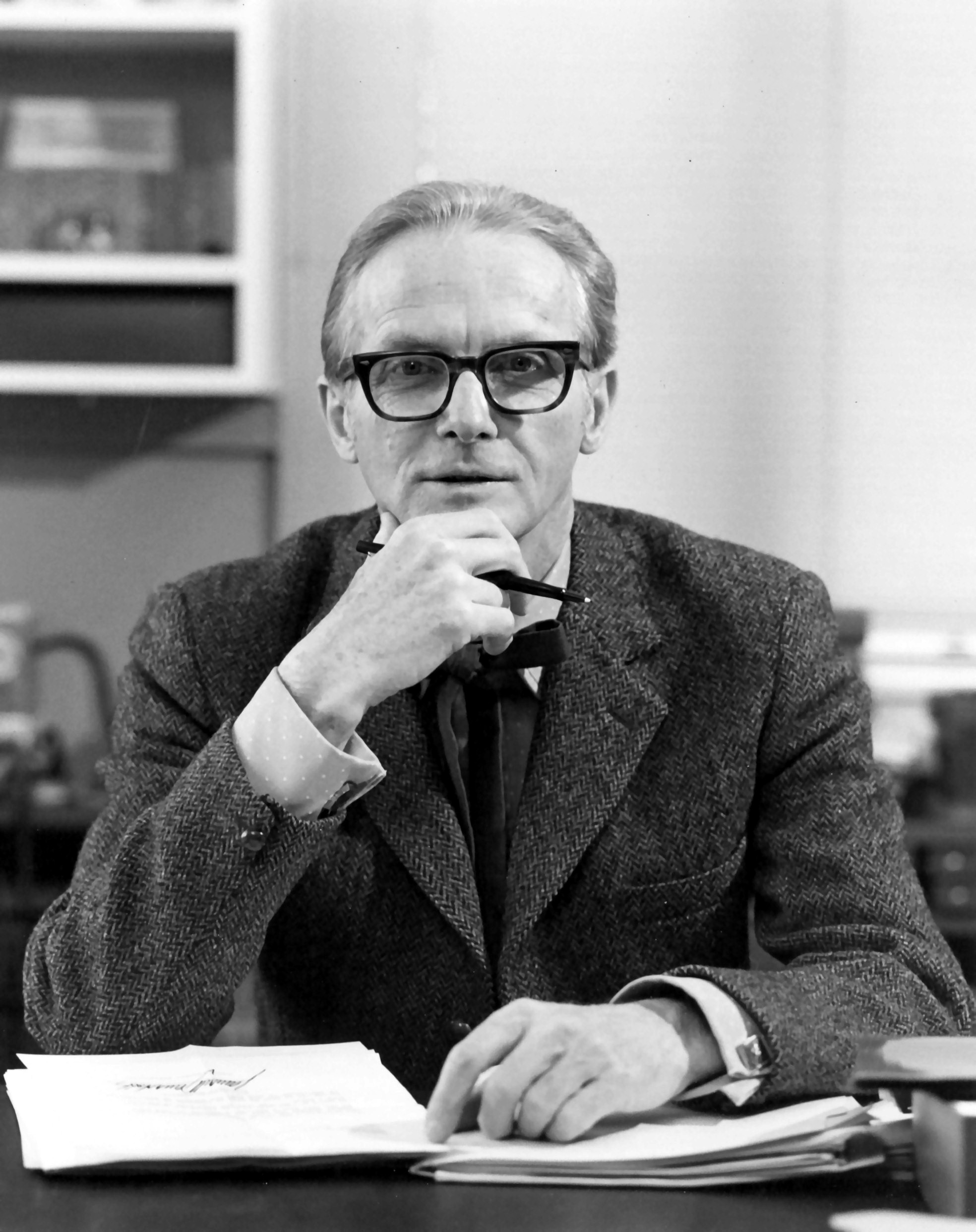
Chemicus William Lipscomb (1919-2011)

- Carl Keenan Seyfert (1911–1960), astronoom
- Andre Norton (1912–2005), sciencefiction- en fantasyschrijfster
- Jim Backus (1913–1989), acteur
- Lew Wasserman (1913–2002), filmproducent en studiobaas
- Frederick Fennell (1914–2004), dirigent en muziekpedagoog (dirigent van het Eastman Wind Ensemble en het Tokyo Kosei Wind Orchestra)
- Jerry Siegel (1914–1996), stripmaker
- Tony Strobl (1915–1991), striptekenaar
- William Schaefer (1918–2009), componist, muziekpedagoog en dirigent
- William Lipscomb (1919–2011), anorganisch chemicus en Nobelprijswinnaar (1976)
- Joe Seneca (1919–1996), acteur en songwriter

### 1920–1929

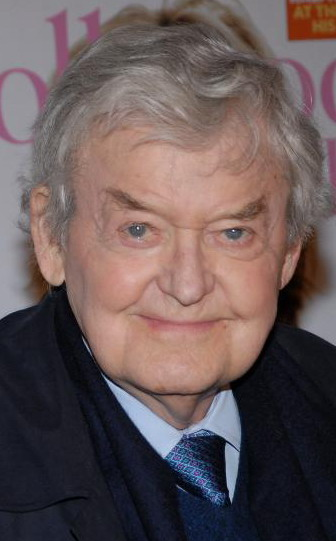
Acteur Hal Holbrook (1925-2021)

- Dorothy Dandridge (1922–1965), actrice en zangeres
- Ruby Dee (1922–2014), actrice
- Dede Allen (1923–2010), filmmonteur
- Harrison Dillard (1923–2019), atleet
- Frederick Koch (1923–2005), Amerikaans componist
- Henry Mancini (1924–1994), filmmuziekcomponist
- Marge Redmond (1924–2020), actrice
- Jack Weston (1924–1996), acteur
- Benny Bailey (1925–2005), bebop- en hard-bop-trompettist, bugelist en zanger in de jazz
- Hal Holbrook (1925–2021), acteur
- Jimmy Scott (1925–2014), jazzzanger
- Hale Smith (1925–2009), componist en muziekpedagoog
- William Steinkraus (1925–2017), ruiter
- Carl Stokes (1927–1996), burgemeester van Cleveland
- Donald Glaser (1926–2013), natuurkundige en neurobioloog en Nobelprijswinnaar (1960)
- Ross Andru (1927–1993), strip- en comictekenaar
- Franklin Cover (1928–2006), acteur
- Richard Garwin (1928–2025), natuurkundige
- Jim Lovell (1928–2025), astronaut Apollo 13
- Screamin' Jay Hawkins (1929-2000), zanger
- Charles Manring (1929–1991), stuurman bij het roeien

### 1930–1939
- Dick Latessa (1930-2016), acteur
- Don King (1931), bokspromotor

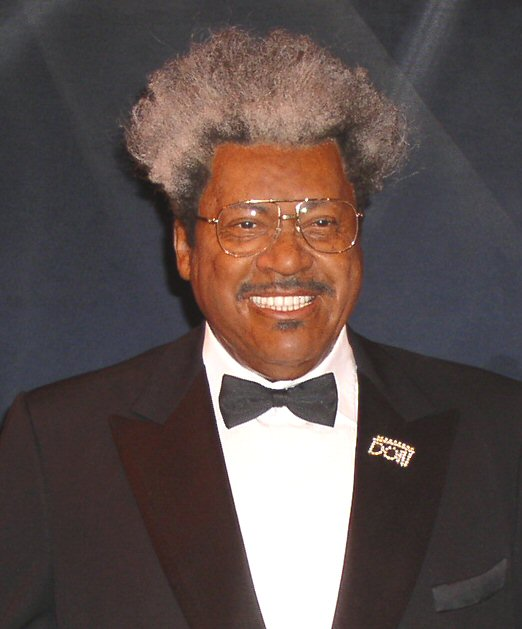
Bokspromoter Don King (1931)

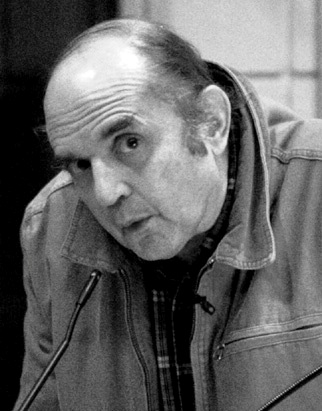
Stripauteur Harvey Pekar (1939–2010)

- Joel Grey (1932), acteur, zanger en danser
- Nancy Holloway (1932-2019), jazz-, pop- en soulzangeres
- Judah Folkman (1933-2008), celbioloog
- Greg Morris (1933-1996), acteur
- Corey Allen (1934-2010), filmregisseur, acteur, scenarioschrijver en filmproducent
- Bill Cobbs (1934-2024), acteur
- Harlan Ellison (1934-2018), schrijver van sciencefiction en fantasy en criticus
- Fredric Jameson (1934-2024), literatuurcriticus en marxistisch theoreticus
- Ronald Wayne (1934), medeoprichter Apple
- Keir Dullea (1936), acteur
- Robert Morey (1936-2019), roeier
- Fred Neil (1936-2001), folkzanger en componist
- George Voinovich (1936–2016), gouverneur van Ohio (1991-1998), senator en burgemeester
- Maeve McGuire (1937), actrice
- Wes Craven (1939-2015), filmregisseur
- Rick Kiefer (1939-2025), jazztrompettist
- Harvey Pekar (1939–2010), stripauteur

### 1940–1949
- Chuck Rainey (1940), bassist
- Karen Uhlenbeck (1942), wiskundige en  hoogleraar
- Jiggs Whigham (1943), componist, dirigent, muziekpedagoog en jazzmusicus (trombonist)
- Katharine Kerr (1944), sciencefiction- en fantasyschrijfster
- Bobby Womack (1944-2014), zanger
- Adele Goldberg (1945), informaticus
- Dennis Kucinich (1946), politicus
- Stephen R. Donaldson (1947), auteur van fantasy- en sciencefictionliteratuur
- George Alec Effinger (1947–2002), sciencefictionschrijver
- Abdul Wadud (1947-2022), jazzcellist
- Cecil Womack (1947-2013), zanger, songwriter en muziekproducent
- George Buza (1949), Canadees (stem)acteur
- Kenneth Cameron (1949), astronaut
- Eric Carmen (1949-2024), singer-songwriter
- Stephen Gyllenhaal (1949), filmregisseur en dichter
- Lauren Shuler Donner (1949), filmproducente

### 1950–1959

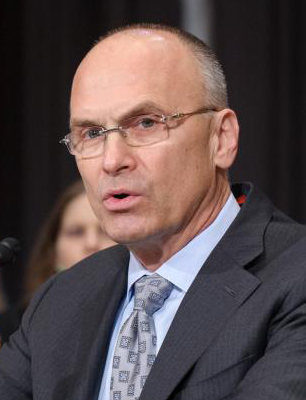
Zakenman Andrew Puzder (1950)

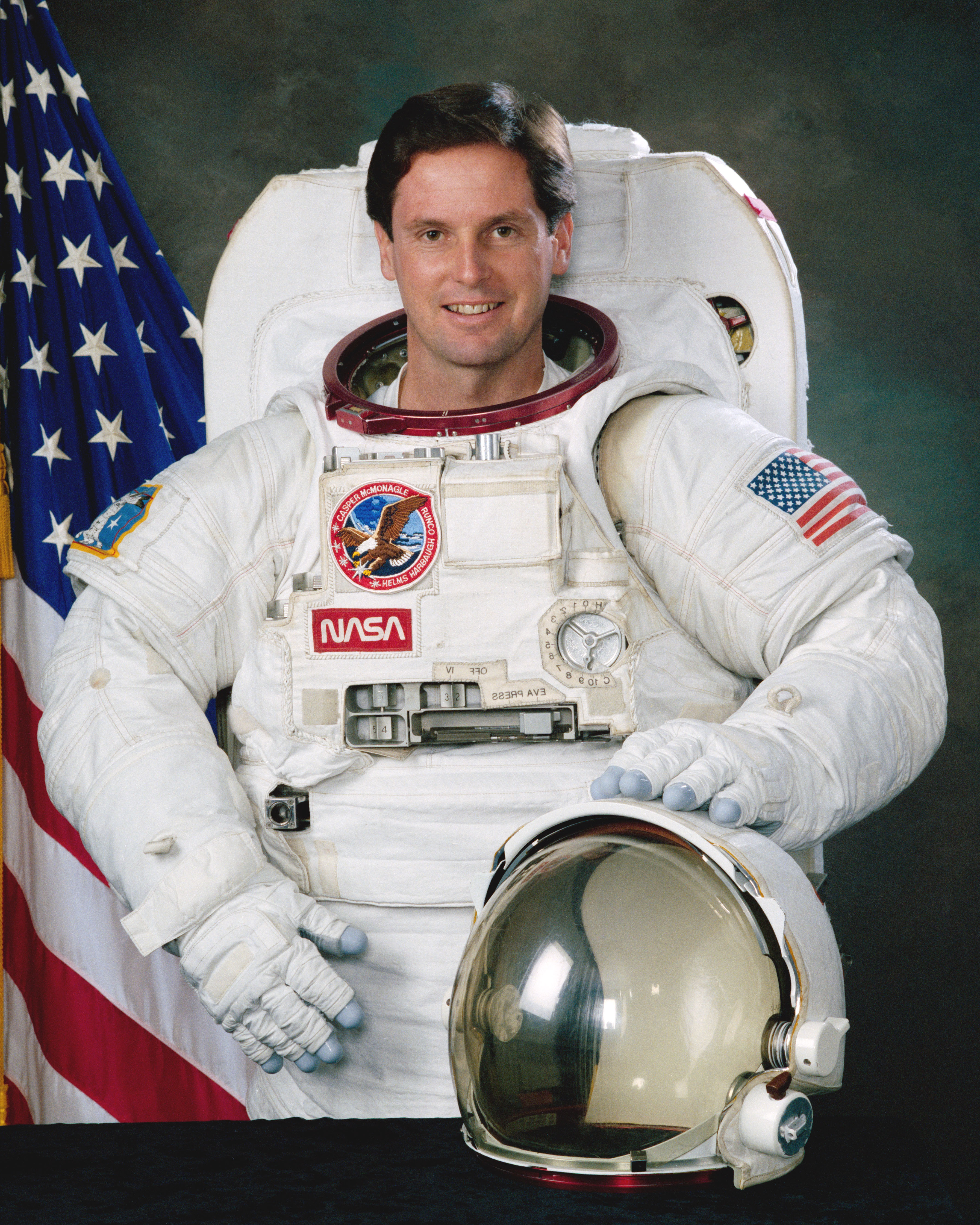
Astronaut Gregory Harbaugh (1956)

- Jeane Manson (1950), zangeres en actrice
- Andrew Puzder (1950), zakenman, politiek activist en publicist
- Denny Dillon (1951), actrice en komediant
- Miriam Flynn (1952), actrice en stemactrice
- Carol Kane (1952), actrice
- Frank Runyeon (1953), acteur
- Wayne Douglas Stetina (1953), wielrenner
- Chuck Cooper (1954), acteur
- James Pickens jr. (1954), acteur
- Donald Thomas (1955), astronaut
- Carl Walz (1955), astronaut
- Judith Butler (1956), filosofe en feministe
- Anton Fier (1956-2022), drummer, componist, muziekproducent en orkestleider
- Arsenio Hall (1956), komiek, presentator en acteur
- Gregory Harbaugh (1956), astronaut
- Dwight H. Little (1956), filmregisseur
- David Low (1956–2008), astronaut
- Alan Ruck (1956), televisie- en filmacteur
- Vanessa Bell Calloway (1957), actrice, filmproducente, filmregisseuse en scenarioschrijfster
- Paul Eiding (1957), acteur en stemacteur
- Drew Carey (1958), acteur
- Eric Singer (1958), drummer
- Marc Cohn (1959), singer-songwriter

### 1960–1969

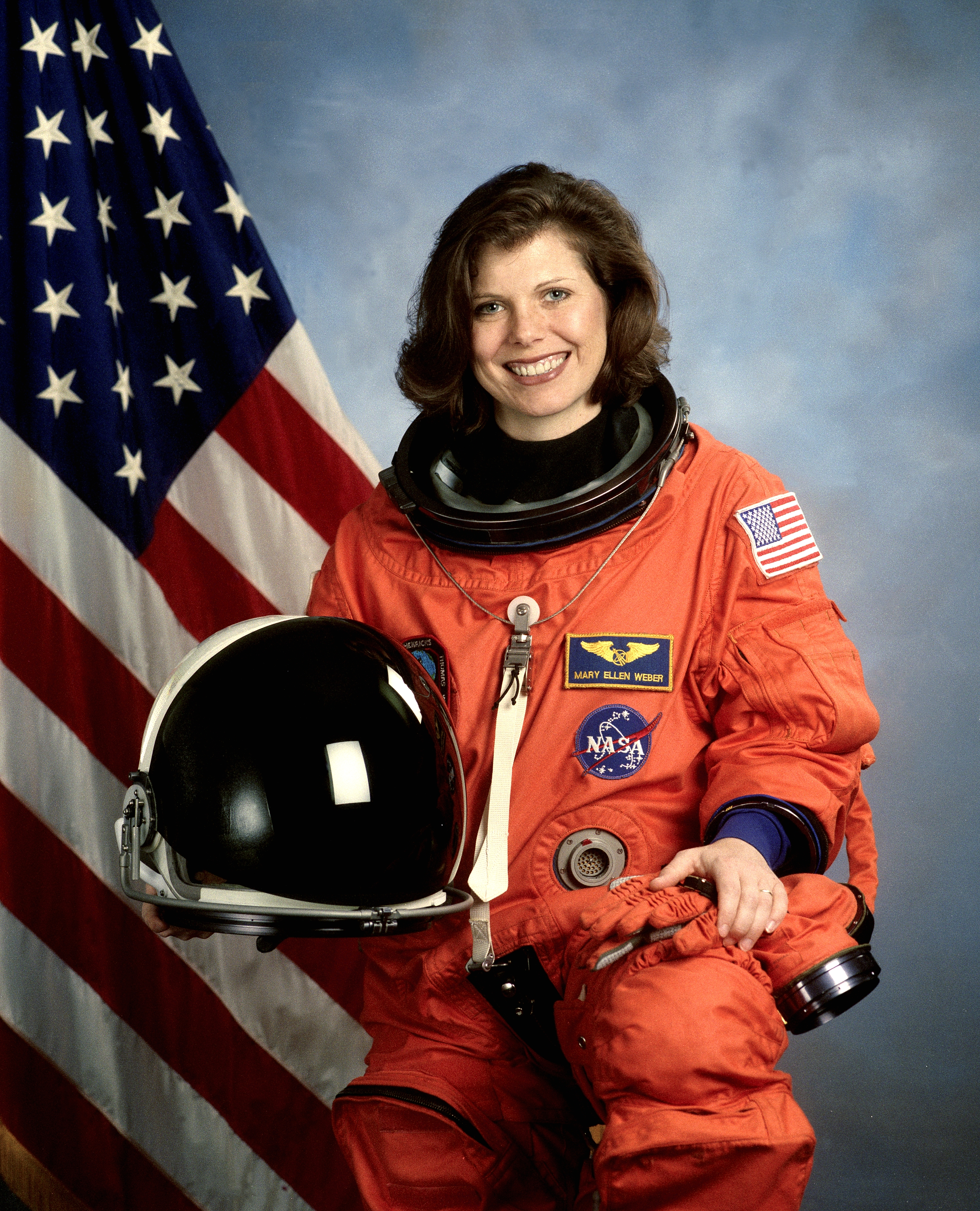
Astronaute Mary Weber (1962)

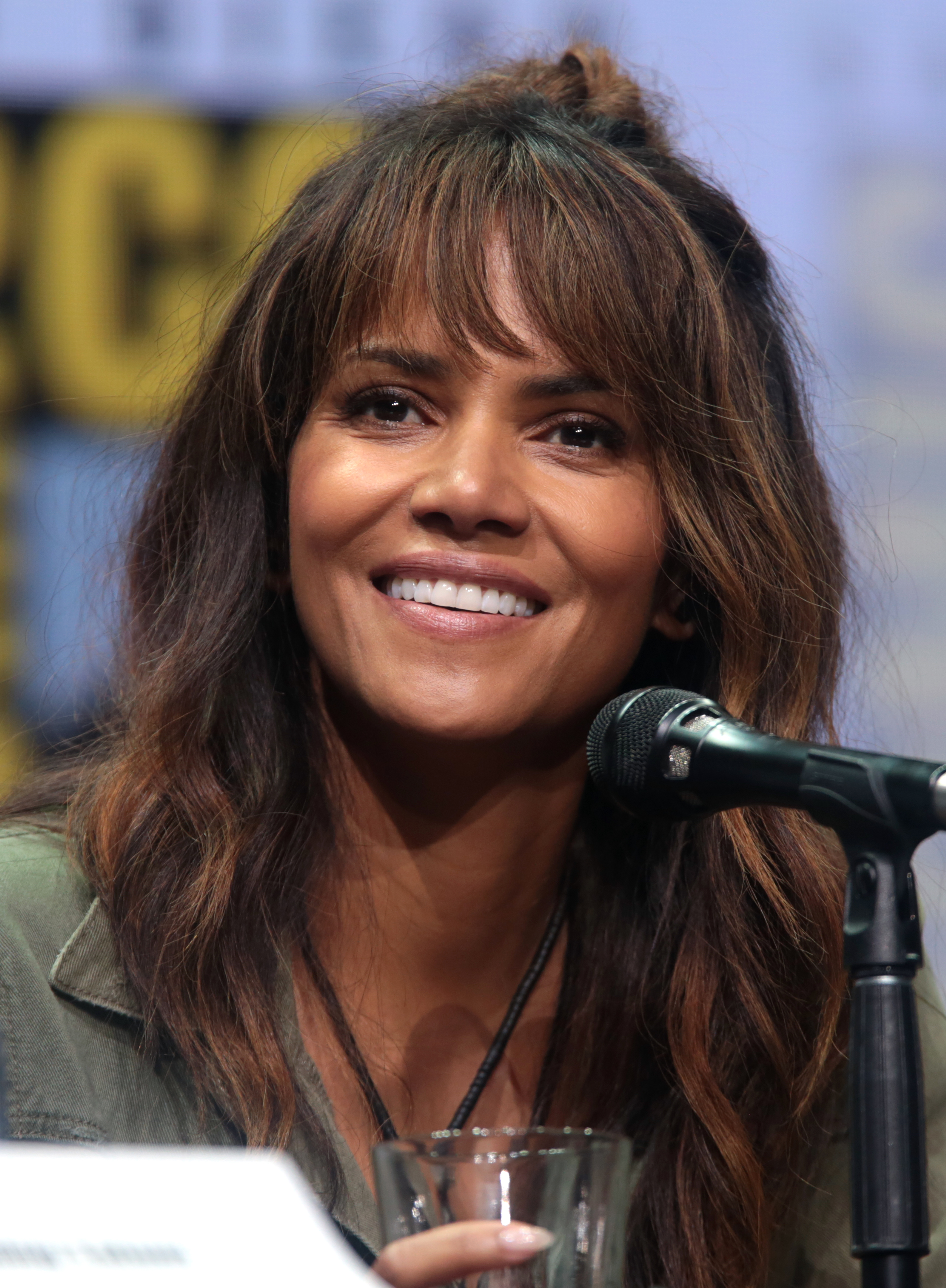
Actrice Halle Berry (1966)

- Mehmet Öz (1960), televisiepresentator, cardioloog, hoogleraar en auteur
- Richard Brooks (1962), acteur, filmregisseur en zanger
- Mary Weber (1962), astronaute
- Tracy Chapman (1964), singer-songwriter
- Steven Adler (1965), drummer
- Camille Benjamin (1966), tennisspeelster
- Halle Berry (1966), actrice en model
- Sean Kanan (1966), acteur
- Gerald Levert (1966-2006), R&B-zanger
- Perry Saturn (1966), worstelaar
- Brian Michael Bendis (1967), stripauteur
- Nina Turner (1967), politica
- Lee Unkrich (1967), filmregisseur en -editor
- James Frey (1969), schrijver

### 1970–1979

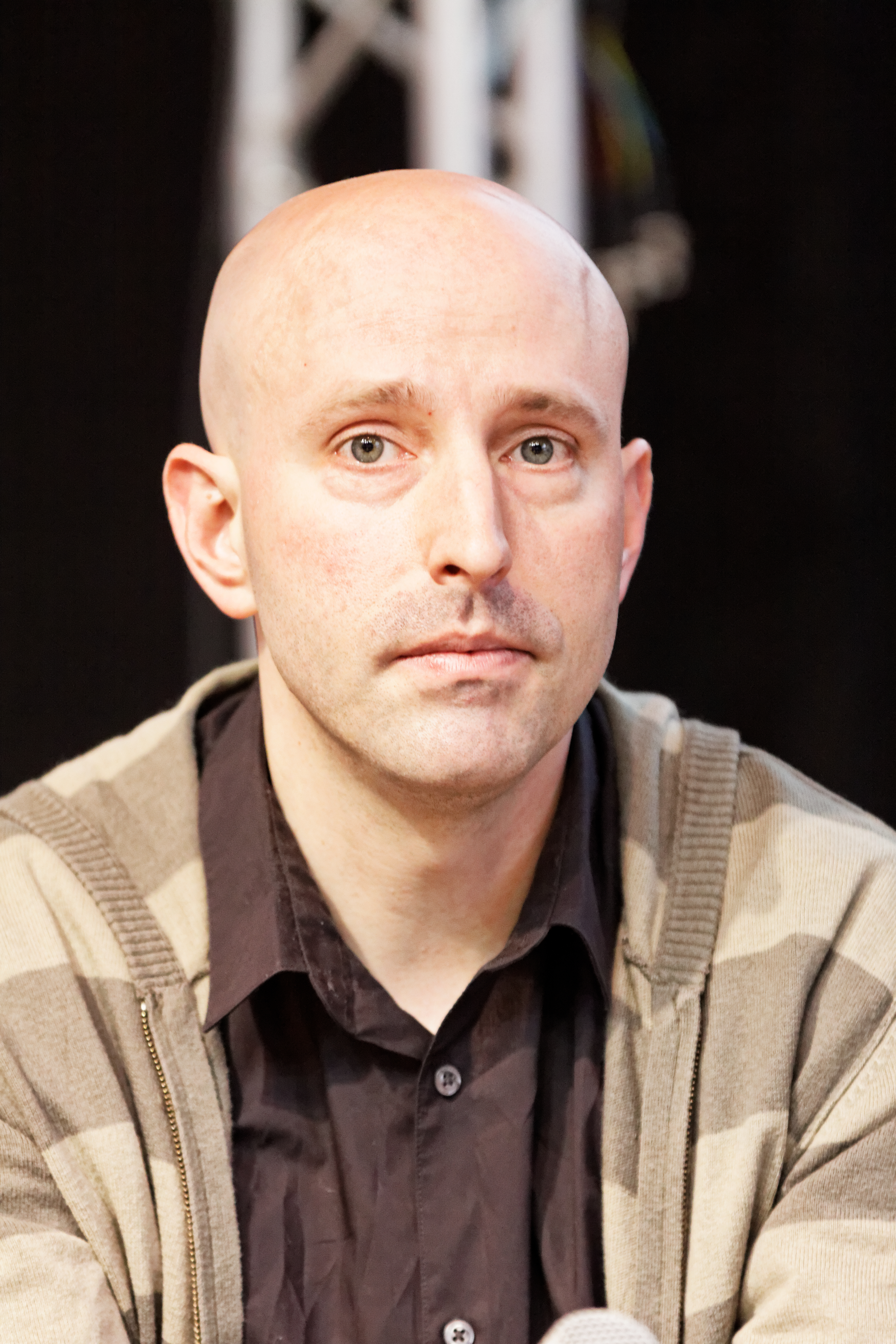
Stripboekschrijver Brian K. Vaughan (1976)

- Anthony Russo (1970), film- en televisieregisseur
- Derrick Green (1971), vocalist
- Monica Potter (1971), actrice
- Joseph Russo (1971), film- en televisieregisseur
- Brian Stepanek (1971), acteur
- Tim Mack (1972), polsstokhoogspringer
- Flesh-N-Bone (Stanley Howse) (1974), rapper
- Krayzie Bone (Anthony Henderson) (1974), rapper
- Bumper Robinson (1974), acteur en stemacteur
- Layzie Bone (Steven Howse) (1975), rapper
- Wish Bone (Charles Scruggs) (1975), rapper
- Earl Boykins (1976), basketbalspeler
- Brian K. Vaughan (1976), stripboek- en filmschrijver
- Lavalu (Marielle Woltring) (1979), zangeres

### 1980–1989
- Nicole Lenz (1980), model en actrice
- Nicholas Nemeth (1980), worstelaar
- Dan Taylor (1982), atleet
- Kid Cudi (Scott Ramon Seguro Mescudi) (1984), rapper
- Nick Gehlfuss (1985), acteur
- Tommy Mercer (1985), worstelaar
- Shawna Lenee (1987), pornoactrice en model
- Justin Morrow (1987), voetballer
- Matt McLean (1988), zwemmer

### 1990–1999
- Machine Gun Kelly (Colson Baker) (1990), rapper
- Imani Hakim (1993), actrice
- Lili Reinhart (1996), actrice

### Vanaf 2000
- Maryjo (2001), zangeres